# فرانك سولواي (تنس)
فرانك سولواي (بالإنجليزية: Frank Sulloway)‏ هو لاعب كرة مضرب أمريكي نشط خلال القرن العشرين. وصل ربع نهائي بطولة أمريكا المفتوحة للتنس سنة 1908م.

## الخط الزمني للأداء
مفتاح
| ف | ن | ن.ن | ر.ن | د# | د.م | ل | أ.أ | ت | غ | ب | ف | ذ | م.خ | ل.ت |

(ف) فاز بالبطولة (ن) وصل النهائي (ن.ن) نصف النهائي (ر.ن) ربع النهائي (د#) الأدوار الأربعة الأولى (د.م) دور المجموعات (ل) شارك في كأس ديفيز (أ.أ) خرج من الأدوار الاولى (ت) خسر التصفيات التأهيلية (غ) غاب عن الحدث أو البطولة (ب) حصل على ميدالية برونزية (ف) حصل على ميدالية فضية (ذ) حصل على ميدالية ذهبية (م.خ) بطولة الماسترز خُفضت إلى مرتبة أقل (ل.ت) البطولة لم تعقد في السنة المعينة.
لتجنب الارتباك وازدواجية الحساب، يتم تحديث هذه المعلومات إما في نهاية البطولة، أو عندما تكون مشاركة اللاعب في البطولة قد انتهت.
| دورات الجراند سلام            |    |    |     |    |    |    |
| بطولة أستراليا المفتوحة للتنس | غ  | غ  | غ   | غ  | غ  | غ  |
| بطولة ويمبلدون                | غ  | غ  | غ   | غ  | غ  | غ  |
| US Open                       | د3 | د3 | ر.ن | د3 | د3 | ت1 |

## روابط خارجية
- فرانك سولواي على موقع رابطة محترفي التنس (الإنجليزية)
- فرانك سولواي على موقع أرشيف التنس.كوم (الإنجليزية)